# タケシマケンヂ
タケシマ ケンヂ（1987年1月1日 - ）は、日本の元プロレスラー。本名：竹嶋 健史（たけしま けんじ）。

## 経歴
- 2009年12月6日、格闘探偵団バトラーツシアター1010大会で竹嶋健史として対矢野啓太戦でデビュー。
- 2011年11月5日、バトラーツが解散。
- 同年、スポルティーバエンターテイメントに入団してリングネームをタケシマケンヂに改名。
- 2016年3月26日、新宿FACEで開催したタケシマケンヂ卒業興行「テクノブレイク〜さよならの向こう側〜」で引退試合が行われた。

## 得意技
テクノブレイク
腕ひしぎ逆十字固め
スピアー

## 入場曲
- The Birthday（HUM69）

## タイトル歴
- SRS王座
- 日本地下阿吽王座

## CM出演
- 転職サイト「Wantedly」 - 2016年4月28日、ブログに転職活動を書いたのがきっかけで起用された。